# Держава (группа)
Держава (ЛДС) — политическая группа в Государственной думе России первого созыва, объединявшая  депутатов избранных от ЛДПР, вышедших из фракции. Сначала они входили в депутатскую группу ЛДС, а затем создали свою независимую группу. Для регистрации в качестве депутатской группы не набрала необходимого количества депутатов. Политическая ориентация фракции — оппозиция, поддержка реформ государственного устройства России, национализм, сохранение территориальной целостности России. Члены группы на выборах в Госдуму второго созыва входили в избирательный блок: 'Держава' (набрал около 1% голосов). 